# Sing Your Way Home
Pour plus de détails, voir Fiche technique et Distribution.
Sing Your Way Home est un film américain réalisé par Anthony Mann, sorti en 1945.

## Synopsis
Un groupe de jeunes artistes est en route pour revenir aux États-Unis, après avoir été bloqué en Europe du fait de la guerre. Ils sont chaperonnés, à son corps défendant, par un journaliste arriviste. Lors de la traversée, vont se nouer différentes idylles.

## Fiche technique
- Titre original : Sing Your Way Home
- Réalisation : Anthony Mann
- Scénario : William Bowers
- Direction artistique : Albert S. D'Agostino, Alfred Herman
- Décors : Darrell Silvera, Harley Miller (en)
- Costumes : Renié
- Photographie : Frank Redman
- Son : Francis M. Sarver
- Montage : Harry Marker
- Musique originale : Roy Webb, Constantin Bakaleinikoff
- Direction musicale : Robert Keith
- Chœurs : Gene Rose
- Chorégraphie : Charles O'Curran
- Production : Bert Granet
- Production exécutive : Sid Rogell
- Société de production : RKO Radio Pictures
- Société de distribution : RKO Radio Pictures
- Pays de production :  États-Unis
- Langue originale : anglais
- Format : noir et blanc — 35 mm — 1,37:1 — son Mono (RCA Sound System)
- Genre : Film musical
- Durée : 72 minutes
- Dates de sortie :
  - États-Unis : 14 novembre 1945

## Distribution
- Jack Haley : Steve Kimball
- Marcy McGuire : Bridget Forrester
- Glenn Vernon : Jimmy
- Anne Jeffreys : Kay Lawrence
- Donna Lee : Terry
- Patti Brill : Dottie
- Nancy Marlow : Patsy
- James Jordan Jr. : Chuck
- Emory Parnell : le Capitaine
- David Forrest : Windy

## Chansons du film
- "Heaven Is a Place Called Home", "Who Did It?", "Seven O'Clock in the Morning", "I'll Buy That Dream" : musique d'Allie Wrubel, paroles de Herb Magidson
- "The Lord's Prayer" : musique d'Albert Hay Malotte sur un texte traditionnel

## Récompenses et distinctions

### Nominations
- Oscars 1946 : nomination pour l'Oscar de la meilleure chanson originale pour "I'll Buy That Dream"